# Heller Sichelflügler

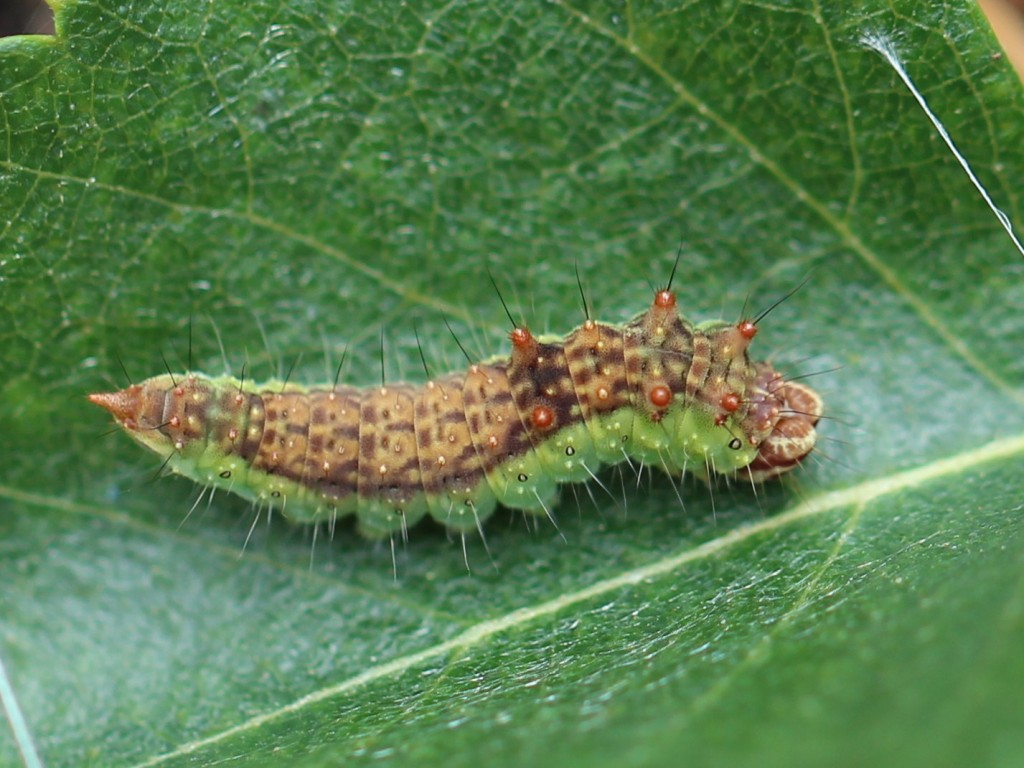
Raupe des Hellen Sichelflüglers

Der Helle Sichelflügler (Drepana falcataria), auch Gemeiner Sichelflügler genannt, ist ein Schmetterling aus der Familie der Eulenspinner und Sichelflügler (Drepanidae). 

## Merkmale
Die Falter erreichen eine Flügelspannweite von 27 bis 35 Millimetern. Sie haben hellbraune bzw. weißbraune bis rotbraune Vorderflügel, die ein feines regelmäßiges Muster und dunkle, feine Zackenbinden aufweisen. Sie haben in der Mitte einen dunklen Augenfleck. Unter der Sichel bzw. am äußeren Teil des Flügelaußenrandes tragen sie einen violette Schattierung. Von der Flügelspitze verläuft unter dem Fleck bis zum Flügelinnenrand eine deutlich gekrümmte, dunkelbraune Binde. Die Hinterflügel sind ebenfalls hellbraun gefärbt, sind aber heller als die Vorderflügel. Ihre Musterung ist derer der Vorderflügel ähnlich aber nicht so kräftig. Bei den Weibchen sind die Hinterflügel weiß mit der gleichen dunklen Musterung. 

♂
♂ △
♀
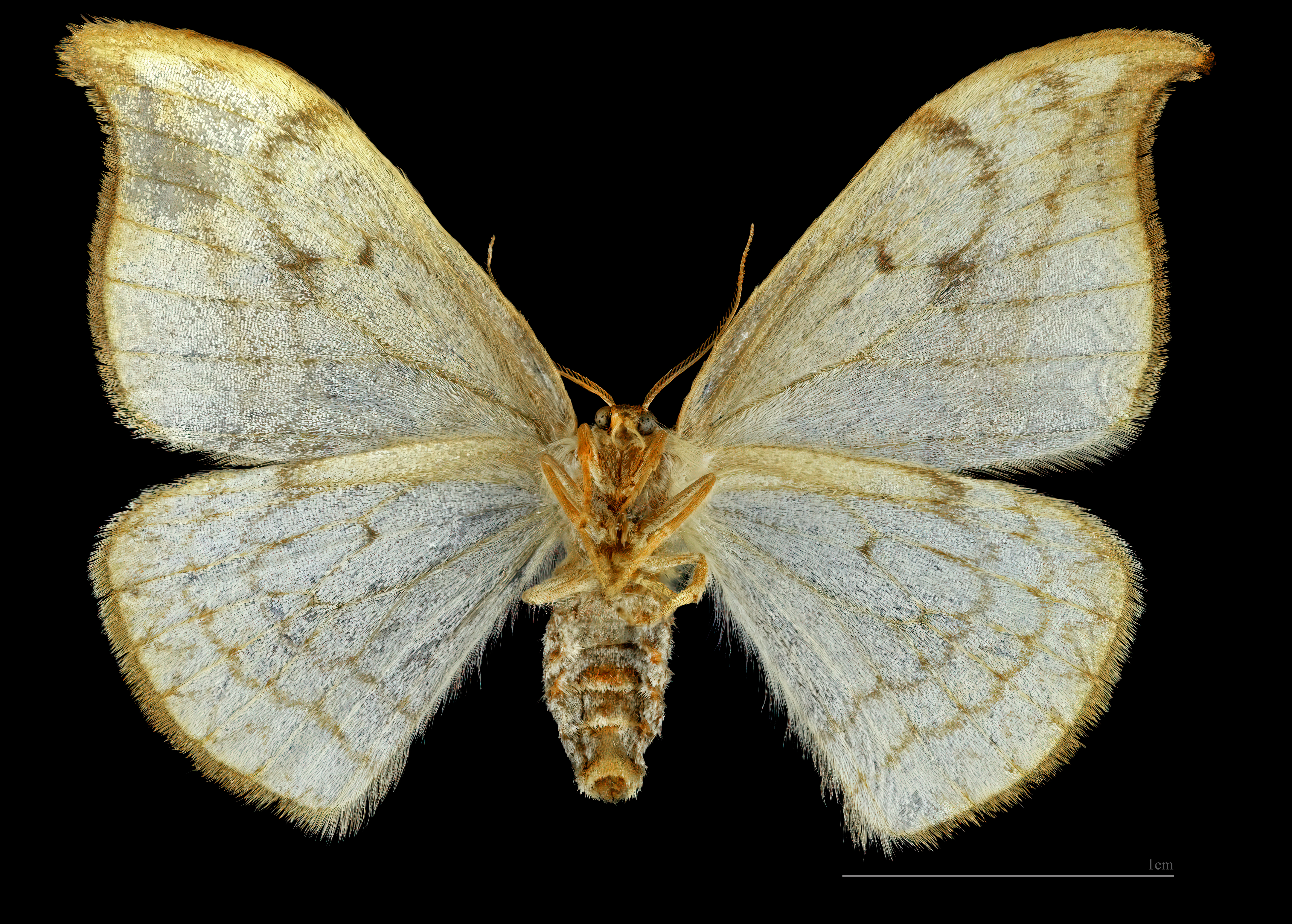
♀ △

Die Raupen werden ca. 20 Millimeter lang. Sie sind giftig grün gefärbt und haben einen breit braun gemusterten Rücken und Kopf, welcher auch gelbliche Querstreifen trägt. Ihr Hinterleib ist stark zu einem Zipfel verschmälert. Zwischen dem zweiten und fünften Segment sitzen am Rücken jeweils braune warzenartige Höckerpaare. Auf den grünen Partien wachsen vereinzelt dünne, weiße Haare. Auf den Braunen sind diese schwarz.

## Vorkommen
Sie kommen in Mittel- und Nordeuropa, nach Süden bis zu den Pyrenäen und Mittelitalien, östlich bis zum Ural vor. Sie leben in lichten und feuchten Laubwäldern, mit Birken- und Erlenbeständen. Besonders bevorzugen sie Au- und Bruchwälder am Rande von Mooren, sie kommen aber auch in Parks und Gärten vor. Sie sind weit verbreitet und häufig. 

## Lebensweise
Die Tiere sitzen am Tag auf Blättern oder auf Baumstämmen und fliegen erst in der Nacht. 

### Flug- und Raupenzeiten
Die Falter fliegen in zwei Generationen von Ende April bis Mitte Juni und von Anfang Juli bis Ende August. Die Raupen aus den Eiern der ersten Generation findet man von August bis Ende Oktober, die der zweiten im Juni des darauffolgenden Jahres. In günstigen Jahren kann man auch eine dritte, unvollständige Generation beobachten. In hohen Lagen fliegt die Art im Juli in nur einer Generation.

### Nahrung der Raupen
Die Raupen ernähren sich vor allem von Schwarzerle (Alnus glutinosa) und Hänge-Birke (Betula pendula), sie kommen aber auch an anderen Laubbäumen vor. Sie bevorzugen junge Pflanzen.

## Entwicklung
Die Weibchen legen ihre Eier zu je bis zu 10 Stück aufgereiht auf die Oberseite von Blättern. Die Raupen knicken je ein Blatt um und spinnen die beiden Kanten fest und bilden dadurch eine schützende Behausung, in der sie sich am Tag verborgen halten. Wenn sie das Blatt größtenteils aufgefressen haben, wechseln sie zum nächsten und bauen eine neue Behausung. Wenn sie Gefahr wittern, klopfen sie an die Innenseite der Behausung und erzeugen dadurch ein tickendes Geräusch. Sie verpuppen sich in ihrem Blatt, nachdem sie den Teil des Blattes bis auf eine oder zwei Verbindungen vom Rest des Blattes getrennt haben. Die frühe Generation schlüpft noch im selben Jahr, die späte fällt mit dem Blatt zu Boden, überwintert dort und schlüpft erst im nächsten Frühling.